# Cratère Liverpool

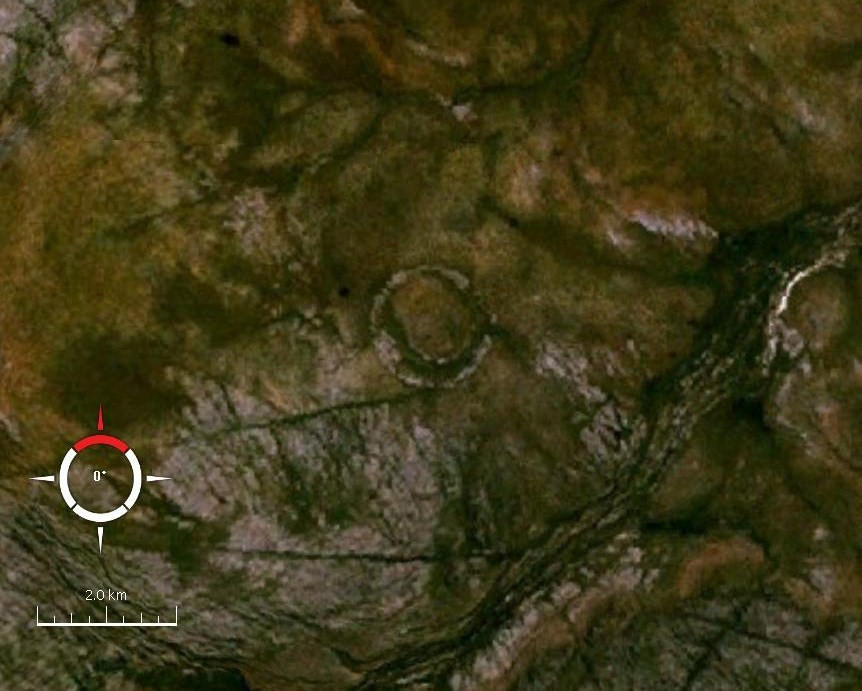
Vue satellite du cratère Liverpool

Le cratère Liverpool est un cratère d'impact situé dans le Territoire du Nord en Australie.
Son nom vient de la rivière Liverpool. Il est situé dans une zone difficile d'accès.
Il est quasiment circulaire, son diamètre est de 1,6 km et son âge est de 150 ± 70 Ma.